# Florin Vlaicu
Florin Adrian Vlaicu (nacido el 26 de julio de 1986 en Bucarest, Rumanía) es un jugador de rugby rumano que juega como ala. 
Vlaicu juega para el CSA Steaua București (rugby) e internacionalmente para el Bucureşti Rugby en la Amlin Challenge Cup así como para la selección de rugby de Rumania. 
Vlaicu debutó internacionalmente en 2006 como un sustituto contra Ucrania. Fue en Kiev el 3 de junio de 2006. Jugó para Rumanía en la IRB Nations Cup, en la clasificación para la copa mundial de 2007 antes de aparecer con ellos en la Copa del Mundo de Rugby de 2007. Jugó dos test matches en la Copa del Mundo como suplente tanto contra Escocia y los All Blacks. También jugó la Copa Mundial de 2011.
Seleccionado entre los 31 jugadores de la Copa de 2015, en el partido contra la Francia, que terminó con victoria francesa 38-11, Vlaicu consiguió puntos gracias a dos golpes de castigo. También puntuó en el partido contra Irlanda, con una conversión, pero el partido terminó con victoria irlandesa 44-10. También puntuó en los otros dos partidos de la fase de grupos, en cada uno de ellos convirtió dos ensayos y pasó un golpe de castigo, tanto en la victoria sobre Canadá 15-17 como en la derrota frente a Italia 32-22.